# チトラドゥルガ城

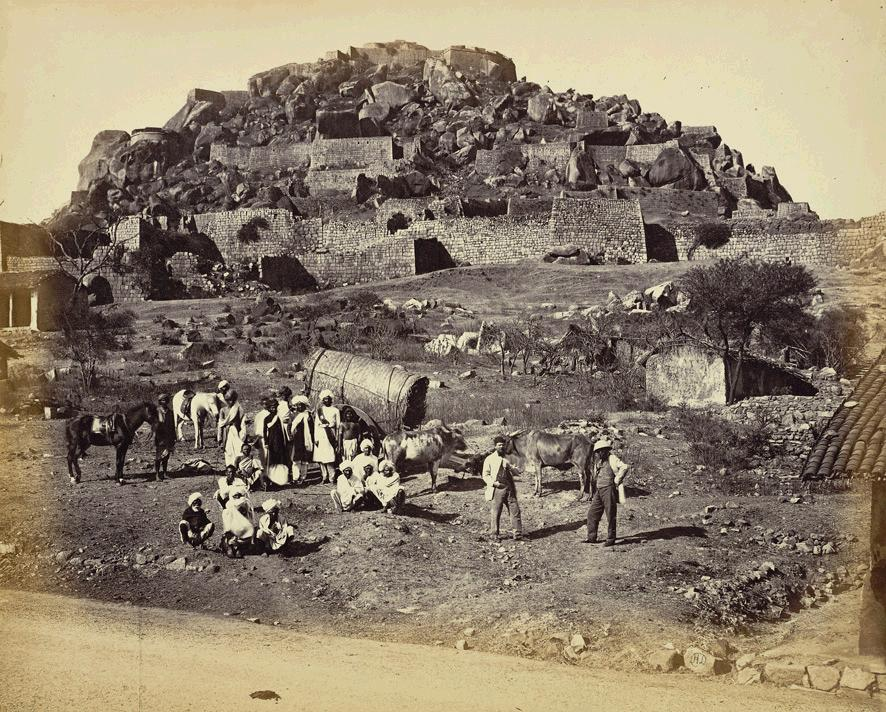
チトラドゥルガ城

チトラドゥルガ城（カンナダ語：ಚಿತ್ರದುರ್ಗದ ಕೋಟೆ, 英語：Chitradurga Fort）は、南インドのカルナータカ州、チトラドゥルガ県の都市チトラドゥルガにある城塞。

## 歴史

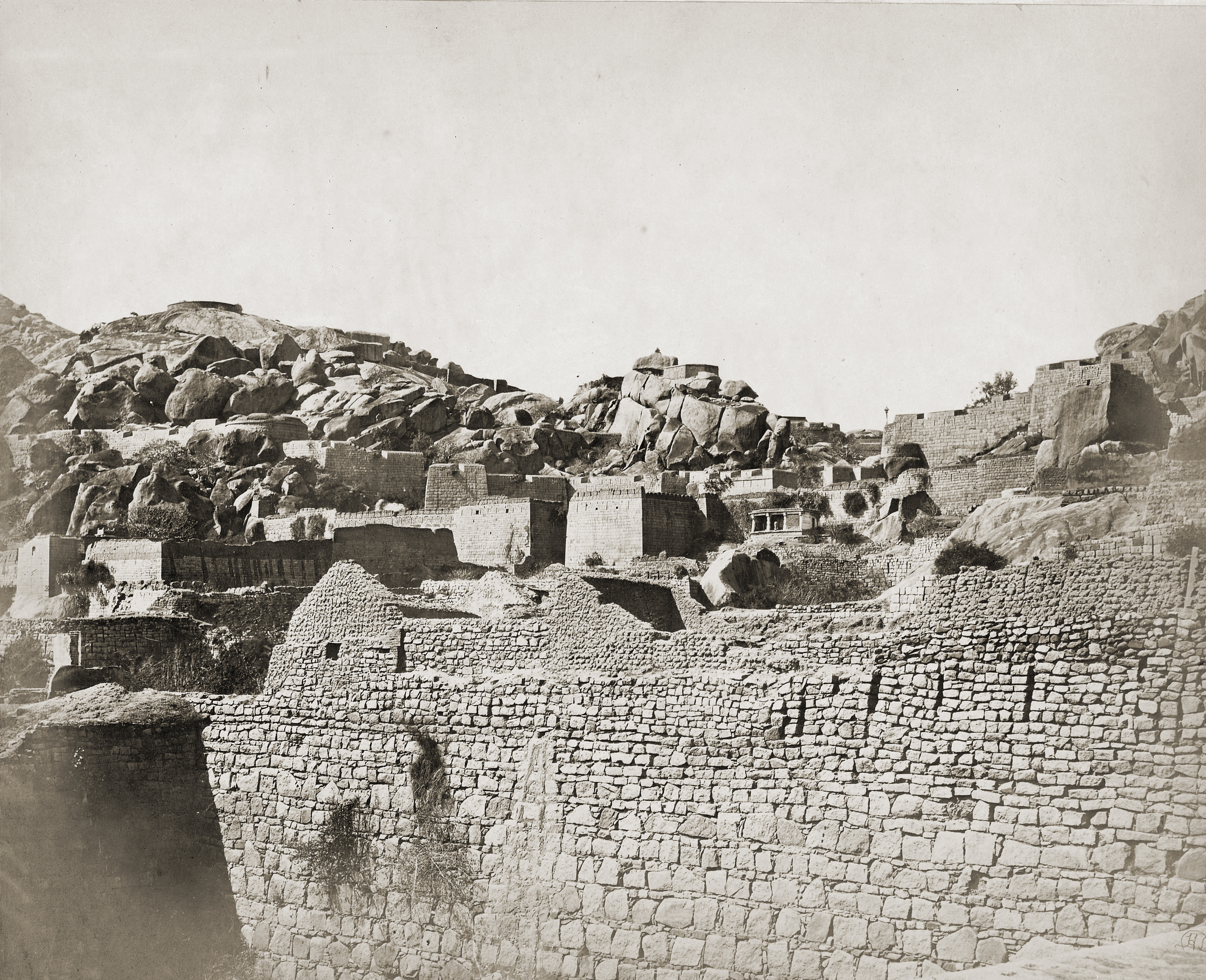
チトラドゥルガ城の城壁

チトラドゥルガ城はチャールキヤ朝の時代から確認されており、14世紀からはホイサラ朝の支配下でチトラドゥルガのナーヤカが統治していた。
このナーヤカは長らくヴィジャヤナガル王国の従属化にあったが、同国がターリコータの戦いで敗れると、次第に独立していった。こうして、その歴史の後半200年間は独立王朝であった。
なお、1689年から1772年にかけて、バラマッパ・ナーヤカの治世にはチトラドゥルガ城の大増築が行われた。
18世紀に入ると、マラーター王国およびマイソール王国と幾度どなく衝突した。この城は幾度も外敵を退けてきた堅牢な城であったが、数次にわたる攻防戦の末、1779年にチトラドゥルガ城は陥落し、王朝は滅亡した。